# هامبارتسوم کچک
هامبارتسوم کچک (ارمنی: Համբարձում Սերաֆիմի Քեչեկ؛  زادهٔ ۷ ژوئن ۱۸۷۲ - درگذشته ۳ سپتامبر ۱۹۴۸) یک جراح و پزشک اهل ارمنستان بود.

## زندگی‌نامه
در ۱۹ ژوئن [سبک قدیمی: ۷ ژوئن] ۱۸۷۲ در ناخیجوان-نا-دونو به دنیا آمد .   وی همچنین برنده دانشمند شایسته ارمنستان شوروی (۱۹۳۵)، نشان پرچم سرخ کار و مدال کار شجاعانه در جنگ بزرگ میهنی (۱۹۴۵–۱۹۴۱) شده است. وی در ۳ سپتامبر ۱۹۴۸ در سن ۷۶ سالگی در ایروان درگذشت.

## نگارخانه

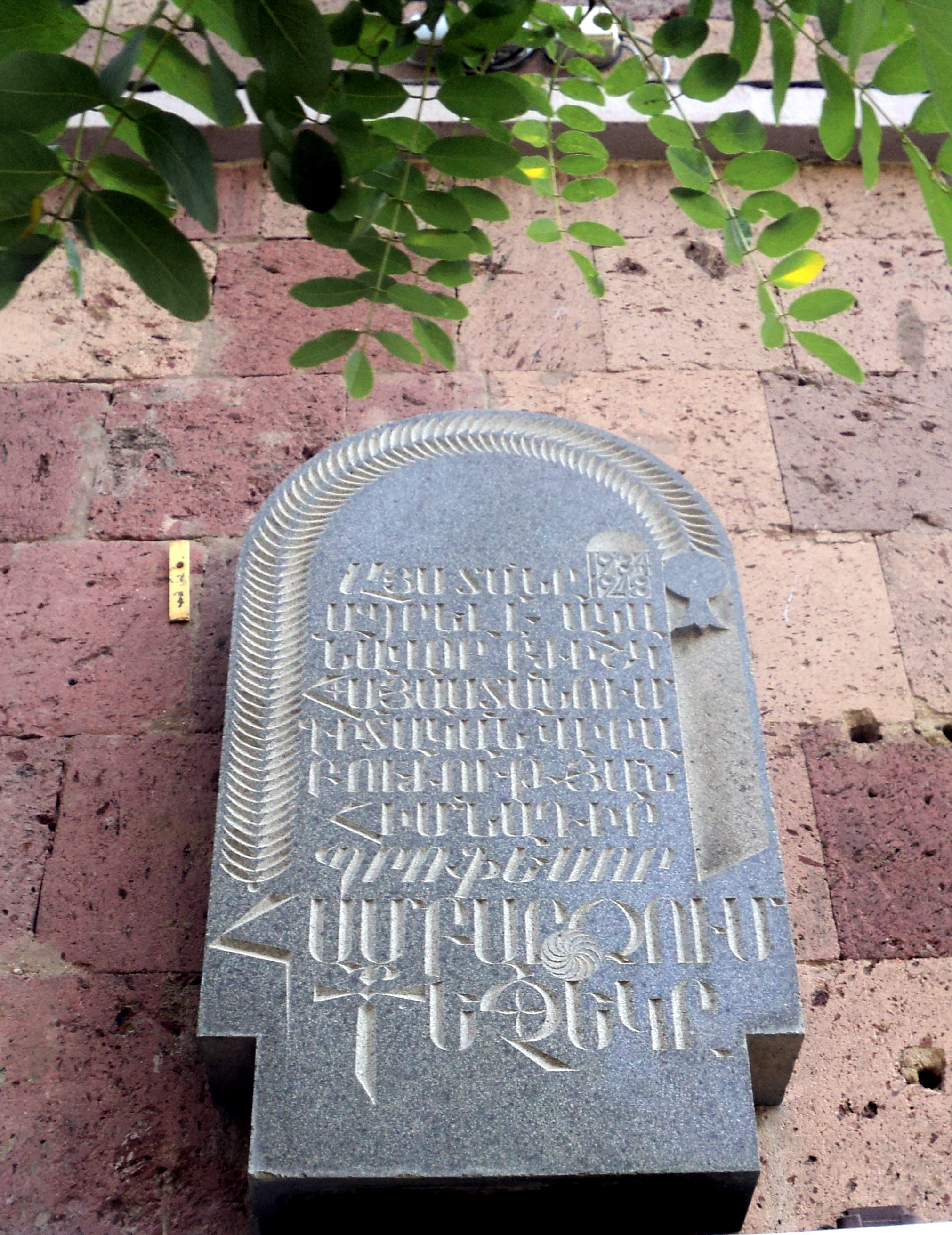

## یادداشت
1. ↑  Բժշկական գիտությունների դոկտոր